# سيد البيت
رواية سيد البيت هي رواية كتبها رادكليف هول ونشرت في عام 1932 - أول عمل منشور لها بعد عام 1928 بئر العزلة. يصور حياة النجار كريستوف بينيديت، وكذلك السكان الآخرين في بلدة سانت لوب سور مير الفرنسية الصغيرة.
وصفت أونا تروبريدج - شريكة هول - الرواية بأنها تدور حول «شخصية المسيح الحديثة»؛ لاحظت جامعة لندن التكهنات بأن هول كتبها على أنها «كفارة» لأنها ألهمت رسم كاريكاتوري «تجديفي» لبيرسفورد إغان صلب حكم.
اعتبر المشاهد أنها كانت «قصة صلبة وكاملة»، مع «جدية كبيرة في الهدف»، لكنها أخطأت في استخدام هول رموز مسيحية، مدعية أن هذا يجعل القصة «تترنح بشكل خطير».
تم تقسيم سيرة هول حول جودة الرواية، حيث وصفتها سالي كلاين (في عام 1997 قاعة رادكليف: امرأة تدعى جون) بأنها «أعظم رواية هول»، وريتشارد ديلامورا (في 2011 قاعة رادكليف: الحياة في الكتابة) تفيد بأنها «تخيب (محرر...) الجميع تقريبًا» و«قللت من سمعة هول وحجم [قراءها]»
أعيد نشره في عام 2013 من قبل الصحافة وايلي (ISBN 978-1473311886)